# 고스자쿠 천황
고스자쿠 천황(일본어: 後朱雀天皇, 1009년 12월 14일~1045년 2월 7일)은 제69대 일본 천황이다. 휘는 아쓰나가(敦良)이다. 호칭의 유래는 61대 천황 스자쿠 천황(朱雀天皇)에서 유래하였다.

## 약력
고이치조 천황의 즉위와 함께 황태자가 된 아쓰아키라 친왕이 1017년 스스로 황태자에서 물러났기 때문에 그 뒤를 이어 받아 황태자가 되었다. 1021년 미치나가의 6녀로 숙모에 해당하는 후지와라노 기시가 동궁비로서 입궁하였고 1025년에 제1왕자 지카히토(고레이제이 천황)이 태어났지만 기시는 출산 2일 후에 급사했다. 그 후 미치나가의 손녀인 사촌누이 데이시 내친왕이 입궁해 제2왕자 다카히토(고산조 천황)을 시작으로 1남 2녀를 출산했다. 그에 고이치조 천황은 딸만 둘을 두고 황태자의 탄생을 보지 못한 채 사망했고, 고스자쿠 천황이 뒤를 이어 즉위했다.
즉위 후에 간파쿠 후지와라노 요리미치가 양녀 후지와라노 모토코를 입궁시켜 중궁으로 세운 것을 시작으로 그 남동생 후지와라노 노리미치가 딸 이쿠코를, 후지와라노 요리무네가 딸 노부코를 연달아 입궁시켰지만 모두 황태자를 출산하지 못했다. 그 사이 황후 데이시 내친왕과 그 황자 다카히토 친왕은 간파쿠 등에게 푸대접받고 있었지만 고스자쿠 천황이 병에 쓰러져 양위를 결단했을 때, 황후를 지원하고 있던 후지와라노 요시노부의 활약으로 다카히토 친왕을 차기 황태자로 하도록 유언을 남겼다고 한다. 병(어깨의 악성 종양)으로 1045년 2월 5일 양위했다. 양위 이틀 후에 출가했고 같은 날 사망하였다. 향년 37세였다.

## 가계도
- 황후(皇后) : 요메이몬인(陽明門院) 데이시 내친왕(禎子 内親王) (1013~1094) - 산조 천황의 황녀
  - 제1황녀 : 나가코 내친왕(良子内親王) (1030~1077)
  - 제2황녀 : 고사이인(狂斎院) 겐시 내친왕(娟子内親王) (1032~1103)
  - 제2황자 : 다카히토 친왕(尊仁親王) - (고산조 천황)
- 중궁(中宮) : 후지와라노 겐시(藤原嫄子) (1013~1039) - 이치조 천황의 손녀이자 아츠야스친왕의 딸이자 후지와라노 요리미치(藤原 頼通)의 양녀
  - 제3황녀 : 다카쿠라노미야(高倉宮) 유시 내친왕(祐子内親王) (1038~1105)
  - 제4황녀 : 로쿠조사이인(六条斎院) 바이시 내친왕(禖子内親王) (1039~1096)
- 황후(皇后) : 증 황태후(贈皇太后) 동궁비(東宮妃) 후지와라노 요시코(藤原 嬉子) (1007~1025) - 후지와라노 미치나가(藤原 道長)의 딸이자 고스자쿠 천황의 이모
  - 제1황자 : 지카히토 친왕(親仁親王) - (고레이제이 천황)
- 뇨고(女御) : 다카쿠라노 뇨고(高倉女御) 후지와라노 노부코(藤原 延子) (1016~1095) - 후지와라노 미치나가의 손녀이자 후지와라노 요리무네(藤原 頼宗)의 딸
  - 제5황녀 : 오시코지사이인(押小路斎院) 마사코 내친왕(正子 内親王) (1045~1114)
- 뇨고(女御) : 고키덴노 뇨고(弘徽殿女御) 후지와라노 나리코(藤原 生子) (1014~1068) - 후지와라노 미치나가의 손녀이자 후지와라노 노리미치(藤原 教通)의 딸
- 상시(尚侍) : 후지와라노 마코(藤原真子) (1016~1088) - 후지와라노 노리미치의 딸이자 나리코의 동생

## 같이 보기
- 일본 천황